# Paul Boehm
Pour l'officier de la Geheime Feld Polizei, voir Paul Boehm (agent secret).
Pour les articles homonymes, voir Boehm.
Paul Boehm, né le 10 août 1974 à Calgary, est un skeletoneur canadien

## Palmarès

### Jeux olympiques
- Meilleur résultat : 4e en 2006.

### Championnats du monde de skeleton
- Meilleur résultat : 14e en 2007.

### Coupe du monde de skeleton
- Meilleur classement général : 6e en 2006.
- 3 podiums individuels dont 1 victoire, 1 deuxième place et 1 troisième place.

#### Détails des victoires en Coupe du monde
| Édition   | Piste   | Total |
| 2007-2008 | Calgary | 1     |